# Bitka pri Shallow Ford
Bitka pri Shallow Ford je bil spopad med ameriško revolucijo, ki se je zgodil 14. oktobra 1780 v Huntsvilleu v Severni Karolini. Družba manj kot 350 lojalistične milice na konjih, ki sta jo vodila polkovnik GideonWright in njegov brat stotnikHezikiah Wright, je prečkala reko Yadkin in se usmerila proti severozahodu po cesti Mulberry Fields Road. Major Joseph Cloyd je zbral 300 patriotskih milic in postavil zasedo približno 1 miljo (1,6 km) od Shallow Forda.
Williamsove čete so pripravljale zajtrk na dnu hriba, ob Battle Branch. Lojalistična milica, na konjih, se je pojavila na vrhu grebena nad položajem Whigov okoli 9:30. Patriotska milica je odprla ogenj na čelo lojalistične kolone, kar je povzročilo veliko zmedo. Vpletenih je bilo le okoli 50 lojalistov, preostali so bili razpršeni po Mulberry Fields Road, mnogi so še vedno prečkali Yadkin. Večina lojalistov je pobegnila, vendar jih je bilo 14 ubitih. Eden od pomembnih lojalistov je bil črni moški po imenu Ball Turner. "...črnec, po imenu Ball Turner, se je boril na strani torijev iz zasede blizu potoka, da je po tem, ko je glavnina torijev pobegnila, Ball še naprej streljal na Whige, ki so, ko so odkrili njegovo skrivališče, ga napadli, + preluknjali njegovo telo s kroglami." Med bitko je bilo ubitih vsaj štirinajst lojalistov, vključno s kapitanom Josephom Bryanom. Ujetih je bilo približno 40 lojalistov, mnoge so umorili njihovi patriotski ujetniki. Ubit je bil le en patriot, Henry Francis, stotnik v milici Virginije, čeprav je bilo več ranjenih. Nagrobnik na mestu spopada časti Francisa. Verjame se, da je bilo veliko topolovo drevo, znamenitost na mestu, med bitko ustreljeno.
Bitka pri Shallow Fordu je bil eden od več uspešnih poskusov, da bi odložili britanske okrepitve v Charlotte, skupaj z največjo bitko pri King's Mountain in drugimi manjšimi spopadi po Karolinah. Soočen z nenehnim nadlegovanjem patriotskih milic in nezmožnostjo zagotoviti si okrepitev, je bil Cornwallis prisiljen umakniti se novembra na jug.
Bitka si deli ime z igro, ki jo je napisal Ed Simpson, domačin iz bližnjega Lewisvilla v Severni Karolini.